# Felipe Inyaco
Felipe Inyaco (Penco, 5 de febrero de 2002) es un baloncestista chileno que, con 1,92 metros de altura, juega en la posición de base para Obras Basket de la Liga Nacional de Básquet de Argentina. Representa a Chile a nivel internacional.

## Trayectoria
Inyaco se interesó por el baloncesto desde muy joven, ingresando a la cantera del Deportivo Alemán a sus 12 años. Se destacó en las divisiones inferiores de ese club, como también jugando la liga de ADICPA con el Colegio Salesiano y los Juegos Binacionales de la Araucanía con la selección de Biobío. A partir de 2018 se integró al equipo superior del Deportivo Alemán en torneos oficiales. Participó del programa Basketball Without Borders en 2019 y 2020.
Aunque había acordado su incorporación al equipo argentino Obras Basket a principios de 2020, recién pudo concretarla al año siguiente. Inicialmente fue asignado a la escuadra que competía en el Torneo Federal de Básquetbol y en la Liga de Desarrollo, por lo que haría su debut en la Liga Nacional de Básquet en la temporada 2021-22.

## Selección nacional

### Juvenil

#### 5x5
Inyaco disputó el Campeonato FIBA Américas Sub-18 de 2018, el Campeonato Sudamericano de Baloncesto Sub-17 de 2019 y el Campeonato Sudamericano de Baloncesto Sub-21 de 2019.

#### 3x3
Con el combinado juvenil de baloncesto 3x3 de Chile, Inyaco obtuvo la medalla de oro en los Juegos Suramericanos de la Juventud de 2017 y la medalla de bronce en los Juegos Panamericanos Junior de 2021 entre otras distinciones.

### Absoluta

#### 5x5
Es miembro de la selección de baloncesto de Chile.

### 3x3
Inyaco representó a su país en la Copa Mundial de Baloncesto 3x3 de 2022.